# Belmonte Piceno
Belmonte Piceno es una localidad y comune italiana de la provincia de Fermo, región de las Marcas, con 677 habitantes.

## Evolución demográfica
| Gráfica de evolución demográfica de Belmonte Piceno entre 1861 y 2001 |
|                                                                       |
| Fuente ISTAT - elaboración gráfica de Wikipedia                       |